# Bank Bangladeszu
Bank Bangladeszu – bank centralny utworzony w 1971 roku.
Po wojnie o niepodległość, rząd Bangladeszu zreorganizował resztki State Bank of Pakistan na bank centralny.